# Anaxandra
Anaxandra (en grec ancien : Αναξάνδρα, fl. 220 av. J.-C.) est une artiste et peintre de la Grèce antique, originaire de Sicyone.

## Biographie
Anaxandra est la fille et l'élève de Nealkes (en), un peintre de scènes mythologiques. Elle est mentionnée par Clément d'Alexandrie, le théologien chrétien du IIe siècle, dans son Stromateis (Miscellanies) intitulé « Les Femmes sont autant capables que les Hommes de perfection ». Clément cite une œuvre de l'érudit hellénistique Didymus Chalcenterus (Ier siècle av. J.-C.) comme sa source.

## Usages modernes

### Astronomie
- Son nom est donné par l'Union astronomique internationale en 1994 à un cratère de 20 km de diamètre sur Vénus en son honneur[1],[2].

### Littérature
Le nom est également utilisé par l’auteur Caroline B. Cooney pour le personnage principal de son roman de Goddess of Yesterday qui prend place à une époque plus ancienne, durant la Guerre de Troie.

### Art contemporain
- Anaxandra figure parmi les 1 038 femmes référencées dans l'œuvre d’art contemporain The Dinner Party (1979) de Judy Chicago. Son nom y est associé à Sappho[3],[4].